# Justicija
Justicija  'Iustitia'  (lat., pravda, pravičnost) rimska boginja pravde. Pravičnost predstavlja neprekidno i trajno voljno nastojanje da se svakome prizna pravo koje mu pripada (lat. Iustitia est constans et perpetua voluntas ius suum cuique tribuendi). Zapravo taj pojam pravde, odnosno pravičnosti više predstavlja ideju o etičkoj vrijednosti prava negoli samu definiciju prava u pravnom smislu riječi.

## Vanjske poveznice
- Images of the Goddess of Justice
- Justitia  Arhivirana inačica izvorne stranice od 9. lipnja 2007. (Wayback Machine)